# Helmut Buske Verlag
Der Helmut Buske Verlag ist ein sprachwissenschaftlicher Verlag mit Sitz in Hamburg. Schwerpunkt der Verlagsarbeit sind für deutsche Muttersprachler konzipierte Lehr-, Arbeits- und Wörterbücher zu fremden Sprachen und Schriften.

## Geschichte
Der Verlag wurde am 11. Mai 1959 als Helmut Buske Wissenschaftliche Buchhandlung Antiquariat Verlag in Tübingen gegründet und zog 1962 nach Hamburg um. Am 1. Januar 1992 wurde er vom Felix Meiner Verlag übernommen. Beide Verlage haben als verbundene Unternehmen ihren Sitz im Hamburger Stadtteil Barmbek-Süd.
Seit dem 1. Januar 2021 führt der Helmut Buske Verlag das Programm des Dr. Ute Hempen Verlags fort. 1999 von Ute Hempen in Bremen gegründet, sind auch dort für deutsche Muttersprachler konzipierte Sprachlehrwerke und Wörterbücher zu fremden Sprachen sowie sprach- und kulturwissenschaftliche Monografien, Reihen und Zeitschriften erschienen.
Seit 2023 führt der Helmut Buske Verlag das Programm des Geheimsprachen-Verlags fort, der als publikatorisches Zentrum für wissenschaftliche Veröffentlichungen auf dem Gebiet der Geheim- und Sondersprachen konzipiert. Die wissenschaftlichen Erträge der Internationalen Gesellschaft für Sondersprachenforschung, besonders die Schriftenreihe „Sondersprachenforschung“, werden hier publiziert. Aufgrund des großen allgemeinen Interesses am Thema Geheimsprachen, das historische Formen wie Rotwelsch-Dialekte und moderne Geheimsprachen gleichermaßen umfasst, werden aus den wissenschaftlichen Publikationen populärwissenschaftliche Fassungen generiert.

## Verlagsprogramm
Der Verlag hat ein lieferbares Programm zu mehr als 90 Sprachen von Albanisch bis Walisisch, das neben Lehrwerken, Sprachkalendern, Wörterbüchern und Grammatiken aus Studienbüchern, Zeitschriften, Reihen und Monografien besteht; zu den in den Periodika behandelten Themen gehören Ägyptologie, Finnougristik und Romanistik. Neben der Verlagsproduktion in Eigenregie ergänzen in Kommission vertriebene Titel, etwa der Japan Foundation oder des Landesspracheninstituts an der Ruhr-Universität Bochum (LSI), das Programm.